# Baha Tahir
Baha Tahir (även transkriberat Bahaa Taher), född 13 januari 1935 i Giza, död 27 oktober 2022, var en egyptisk författare, vinnare av det första International Prize for Arabic Fiction ("det arabiska Bookerpriset") 2008.
Tahirs föräldrar är från Karnak i Övre Egypten, men Tahir föddes i Giza i Storkairo. Han har examen i historia och massmedia från universitetet i Kairo, och har gett ut 14 böcker: sex romaner, fyra novellsamlingar och fyra facklitterära böcker. Han har även översatt flera verk till arabiska från engelska och franska. Hans roman Tant Safiyya och klostret finns översatt till svenska på bokförlaget Tranan (2009).